# Dinan (Dinan)
Dinan ist eine Stadt und eine ehemalige französische Gemeinde mit zuletzt 10.962 Einwohnern (Stand 2016) im Département Côtes-d’Armor in der Region Bretagne. Sie gehörte zum Arrondissement Dinan und zum Kanton Dinan.
Mit Wirkung vom 1. Januar 2018 wurden die ehemaligen Gemeinden Dinan und Léhon zur namensgleichen Commune nouvelle Dinan zusammengelegt. In der neuen Gemeinde hat lediglich Léhon den Status einer Commune déléguée. Der Verwaltungssitz befindet sich in Dinan.

## Lage
Nachbarorte sind Taden im Norden, Lanvallay im Osten, Léhon im Süden und Quévert im Westen.

## Einwohner
| Bevölkerungsentwicklung | Bevölkerungsentwicklung | Bevölkerungsentwicklung | Bevölkerungsentwicklung | Bevölkerungsentwicklung | Bevölkerungsentwicklung | Bevölkerungsentwicklung | Bevölkerungsentwicklung | Bevölkerungsentwicklung |
| ----------------------- | ----------------------- | ----------------------- | ----------------------- | ----------------------- | ----------------------- | ----------------------- | ----------------------- | ----------------------- |
| Jahr                    | 1962                    | 1968                    | 1975                    | 1982                    | 1990                    | 1999                    | 2009                    | 2016                    |
| Einwohner               | 12.847                  | 13.137                  | 13.448                  | 12.452                  | 11.809                  | 10.967                  | 11.039                  | 10.962                  |
| Quelle: INSEE           |                         |                         |                         |                         |                         |                         |                         |                         |